# هيو إم. موريس
هيو إم. موريس (بالإنجليزية: Hugh M. Morris)‏ هو محامي وقاضي أمريكي، ولد في 9 أبريل 1878 في غرينوود في الولايات المتحدة، وتوفي في 19 مارس 1966.